# Mała Galeria Cubryńska

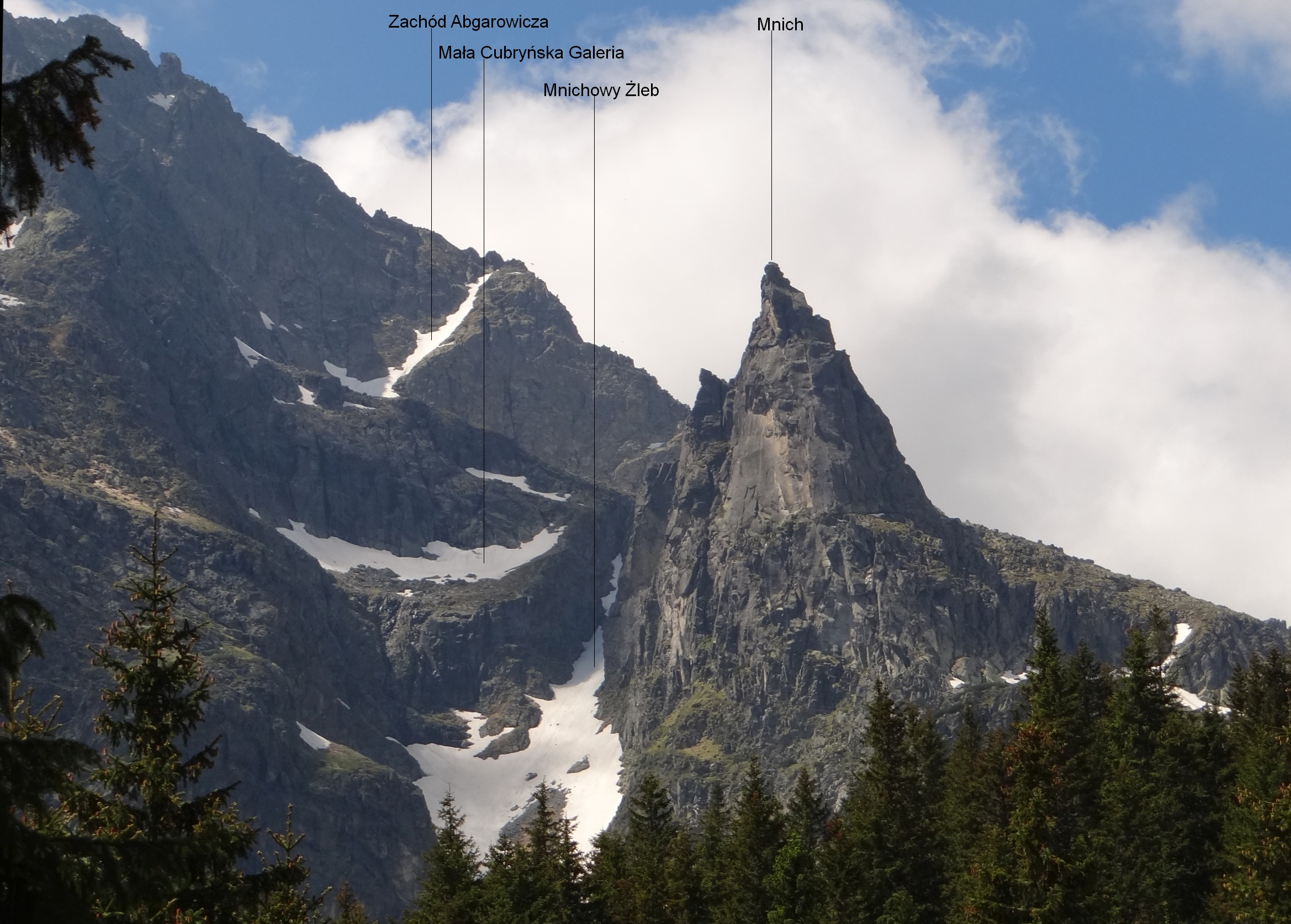

Mała Galeria Cubryńska – wielki, piarżysty, często pokryty śniegiem taras w północnej ścianie Cubryny w Dolinie Rybiego Potoku w Tatrach Wysokich. Leży na wysokości około 1990 – 2030 m n.p.m. Jest pochylony ku północy i zawieszony nad wschodnią, górną częścią Żlebu pod Mnichem. W ścianie poniżej niego znajdują się jaskinie: Cubryńska Dziura I, Cubryńska Dziura II i Cubryńska Dziura III.